# Tamoxifen
Tamoxifen is een geneesmiddel behorend tot de groep van de selectieve oestrogeenreceptormodulatoren, met een anti-oestrogene werking. Het vindt toepassing bij bepaalde vormen van borstkanker, namelijk die soorten die gevoelig zijn voor oestrogenen en dus onder invloed daarvan sneller groeien. Door het geven van tamoxifen kan dan de groei van de tumor of van metastasen vaak een tijd geremd worden. Tamoxifen wordt door het Internationaal Agentschap voor Kankeronderzoek overigens zelf geclassificeerd als carcinogeen voor mensen (groep 1).
Bij gebruik van tamoxifen is het van belang voorzichtig te zijn met sojaproducten. Hier zitten namelijk isoflavonen in, die een oestrogeen-achtige werking hebben. Over het effect van deze stof lopen de meningen uiteen.
Bodybuilders die anabole steroïden gebruiken, gebruiken tamoxifen om de groei van borstklierweefsel in mannelijke borsten (gynaecomastie) tegen te gaan.

## Metabolisme en kinetische gegevens
- Resorptie: goed.
- Tmax: piekspiegel na 3 tot 7 uur.
- Verdelingsvolume = 50–60 l/kg.
- Plasma-eiwitbinding: > 99%.

Tamoxifen en een deel van de metabolieten doorlopen een enterohepatische kringloop. Metabolisering geschiedt in de lever, via CYP3A4 tot de metaboliet N-desmethyltamoxifen. Via CYP2D6 wordt vervolgens het zeer actieve endoxifen  gevormd. De omzetting van tamoxifen via CYP2D6 leidt tot de actieve metaboliet (4–OH–N-demethyltamoxifen). Deze kan via het CYP3A4 ook worden omgezet in het endoxifen.
4–OH–tamoxifen en endoxifen hebben een hogere affiniteit voor de oestrogeenreceptor dan tamoxifen zelf. Genetische veranderingen in het CYP2D6–systeem kunnen leiden tot een verminderde werkzaamheid.
Gelijktijdig gebruik met sterke remmers van CYP2D6 (zoals paroxetine, fluoxetine, kinidine, cinacalcet en bupropion) kan de concentratie van de sterk actieve metaboliet endoxifen met 65–75% verlagen en dient vermeden te worden.
Gelijktijdig gebruik van het antidepressivum citalopram heeft nauwelijks invloed op de werkzaamheid van tamoxifen. Dat geldt ook voor escitalopram.
Eliminatie gebeurt via de gal en met de feces. T1/2el = circa 7 dagen (tamoxifen), circa 14 dagen (N–demethyltamoxifen en 4–OH–tamoxifen).